# Arshad Warsi
Arshad Hussain Warsi (né le 19 avril 1968) est un acteur indien qui apparaît dans des films hindi,. Il a reçu plusieurs prix, dont un Filmfare Award parmi cinq nominations, et est connu pour avoir joué dans des genres cinématographiques variés.
Avant de faire ses débuts d'acteur, il a également été assistant réalisateur pour les films de Mahesh Bhatt et Ayam Bhardwaj dans Kaash (1987) et a également chorégraphié une chanson dans Roop Ki Rani Choron Ka Raja (1993). Warsi a fait ses débuts d'acteur en 1996 avec Tere Mere Sapne, qui a été un succès au box-office. Son interprétation de Circuit dans le film comique Munna Bhai MBBS (2003) et sa suite Lage Raho Munna Bhai (2006), pour lequel il a remporté le Filmfare Award de la meilleure performance dans un rôle comique, a marqué un tournant dans sa carrière. Il a joué dans plusieurs films de comédie à succès commercial, dont Hogi Pyaar Ki Jeet (1999), Hulchul (2004), Maine Pyaar Kyun Kiya ? (2005), Salaam Namaste (2005), Golmaal (2006), Dhamaal (2007), Krazzy 4 (2008), Golmaal Returns (2008), Ishqiya (2010), Golmaal 3 (2010), F.A.L.T.U (2011), Double Dhamaal (2011), Jolly LLB (2013), Golmaal Again (2017) et Total Dhamaal (2019), et a reçu une reconnaissance critique pour son travail dans des films dont Sehar (2005), Kabul Express (2006), Dedh Ishqiya (2014) et Guddu Rangeela (2015). Il est largement considéré par beaucoup comme l'un des acteurs les plus sous-estimés de l' industrie cinématographique hindi,.
En plus de jouer dans des films, Warsi a animé l'émission de danse Razzmatazz en 2001, Sabse Favourite Kaun en 2004 et la première saison de l'émission de télé-réalité Bigg Boss pour laquelle il a reçu l' Indian Television Academy Award du meilleur présentateur - Jeu/Quiz Show . Il a joué aux côtés de Karisma Kapoor dans la série télévisée Karishma – Les Miracles du Destin (2003) et a été juge pour Zara Nachke Dikha en 2010. Warsi est marié à Maria Goretti depuis 1999 avec qui il a deux enfants.

## Jeunesse et éducation
Warsi est né dans une famille musulmane à Mumbai. Son père, Ahmed Ali Khan (Ashiq Hussain), était un poète qui avait également travaillé comme musicien dans des films hindi et avait adopté le nom de Warsi après être devenu un disciple du saint soufi Waris Ali Shah. Arshad est le demi-frère du chanteur Anwar Hussain et de l'actrice Asha Sachdev, issu du premier mariage de son père avec l'actrice Ranjana Sachdev.
Son père étant un Pendjabi de Lahore, Warsi parlait à la fois le Pendjabi et l'ourdou pendant son enfance. Il a fait sa scolarité dans un pensionnat, Barnes School, à Deolali, dans le district de Nashik, au Maharashtra. Il est devenu orphelin à l'âge de 14 ans et a lutté pour gagner sa vie à Bombay pendant ses jeunes jours. Il a quitté l'école après la 10e année.
Les circonstances financières ont forcé Warsi à commencer à travailler comme vendeur de cosmétiques en porte-à-porte à l'âge de 17 ans. Plus tard, il a travaillé dans un laboratoire photo. Entre-temps, il a développé un vif intérêt pour la danse et a reçu une offre pour rejoindre le groupe de danse d'Akbar Sami à Mumbai, qui a commencé sa danse et sa chorégraphie dans Thikana (1987) et Kaash (1987),.
Puis en 1991, il remporte le concours de danse indienne, suivi du quatrième prix dans la catégorie Modern Jazz au championnat du monde de danse de 1992, à Londres, à l'âge de 21 ans  Bientôt, avec cet argent, il a lancé son propre studio de danse, « Awesome », et a également formé une troupe de danse. C'est ici que sa future épouse, Maria Goretti, étudiante au St. Andrew's College, le rejoint avant de devenir VJ. Il a également été associé au groupe de théâtre anglais de Mumbai, chorégraphiant des spectacles pour Bharat Dabholkar et a eu l'occasion de chorégraphier la chanson-titre du film Roop Ki Rani Choron Ka Raja (1993). Durant cette période, Jaya Bachchan lui a proposé un rôle pour Tere Mere Sapne.

## Carrière cinématographique
Il a reçu sa première offre pour jouer dans la société de production d' Amitabh Bachchan, la première production d' Amitabh Bachchan Corporation, Tere Mere Sapne en 1996. Avant cela, il avait fait une petite apparition en tant que danseur dans une chanson d' Aag Se Khelenge. Il a ensuite joué dans des films tels que Betaabi (1997), Mere Do Anmol Ratan et Hero Hindustani (tous deux de 1998). Sa performance dans Hogi Pyaar Ki Jeet (1999) de P Vasu a été saluée par Suparn Verma de Rediff.com. La prochaine sortie de Warsi était le premier film de Madhur Bhandarkar, Trishakti (1999). Achevé en 3 ans, le film a eu de mauvais résultats au box-office. Ses seules apparitions au cinéma en 2001 étaient dans Ghaath, suivi de Mujhe Meri Biwi Se Bachaao (2001) et Jaani Dushman : Ek Anokhi Kahani (2002). La plupart d’entre eux n’ont pas eu de bons résultats au box-office. Dans Waisa Bhi Hota Hai Part II de Shashanka Ghosh, il incarne un homme ordinaire qui sauve la vie d'un voyou mortellement abattu. Ronjita Kulkarni a écrit qu'il a donné une « performance gagnante ».
En 2003, il est devenu célèbre lorsqu'il a joué le rôle de Circuit to Munna Bhai ( Sanjay Dutt ) dans la comédie Munna Bhai MBBS de Rajkumar Hirani, qui s'est avérée être un énorme succès au box-office et lui a valu de nombreuses éloges de la critique et une nomination au Filmfare Award du meilleur acteur dans un second rôle,. Il a remporté le prix Zee Cine du meilleur acteur dans un rôle comique pour ce même film. Warsi a déclaré dans une interview que si le film n'avait pas fonctionné, sa carrière aurait pris fin. Sa seule sortie en 2004 fut la comédie Hulchul qui lui valut le prix GIFA du meilleur comédien et des nominations pour le Screen Award du meilleur acteur, le Filmfare Award de la meilleure performance dans un rôle comique et le prix IIFA de la meilleure performance dans un rôle comique . Warsi a joué un directeur d'aéroport face à Mahima Chaudhry dans Kuchh Meetha Ho Jaye de Samar Khan (2005). Sa performance dans Sehar a été accueillie positivement par les critiques et Sanhita Paradkar de Rediff.com a écrit que : « enfin [il est] dans un rôle principal bien mérité ». La même année, il apparaît comme acteur de soutien dans les comédies romantiques Maine Pyaar Kyun Kiya ? et Salaam Namasté,. Pour ce dernier, il a été nommé pour le Filmfare Award du meilleur acteur dans un second rôle . Il a joué un pirate informatique dans le film à suspense Chocolate réalisé par Vivek Agnihotri. Indrani Roy Mitra de Rediff.com a déclaré que Warsi avait donné une « [performance] louable » dans Vaah ! La vie Ho Toh Aisi ! (2005).
Warsi a collaboré avec Rohit Shetty pour Golmaal (2006), qui était le premier volet de la série Golmaal . Sa sortie suivante fut le thriller comique Anthony Kaun Hai ? , réalisé par Raj Kaushal. Le film s'est inspiré de nombreux films hollywoodiens et de Bollywood et Warsi a reçu les éloges des critiques pour son rôle d'escroc. Raj Lalwani a estimé que le film « lui appartient » et qu'il était « l'un des acteurs les plus sous-estimés du moment ». Il a de nouveau fait équipe avec Rajkumar Hirani et Sanjay Dutt pour Lage Raho Munna Bhai (2006), qui lui a valu son premier Filmfare Award pour la meilleure performance dans un rôle comique, le prix IIFA du meilleur acteur dans un second rôle, le prix Zee Cine du meilleur acteur dans un rôle comique et le Screen Award du meilleur acteur dans un second rôle,,. Son interprétation d'un caméraman kidnappé par les talibans dans le drame antiterroriste Kabul Express (2006), de Kabir Khan, a été appréciée. HS Bunty a écrit que Warsi « vole la vedette ». Warsi est apparu dans la comédie à succès au box-office Dhamaal (2007). Il a joué le rôle d'un footballeur pakistanais vivant à Londres dans le drame sportif Dhan Dhana Dhan Goal (2007). Dans la comédie Krazzy 4 du réalisateur Jaideep Sen, Warsi est une personne souffrant de troubles explosifs intermittents . Le film n'a pas réussi à générer des critiques favorables,. Ameeta Gupta a salué la performance de Warsi dans la comédie de Deepak Shivdasani, Mr. Black Mr. White (2008). Il a renoué avec Rohit Shetty pour la comédie Golmaal Returns (2008). Son premier album en 2009 était Kisse Pyaar Karoon, suivi de Ek Se Bure Do. Il a joué le rôle principal dans la comédie Shortkut réalisée par Neeraj Vora, un remake du film malayalam Udayananu Tharam (2005).
En 2010, Warsi a remporté le Screen Award du meilleur acteur dans un second rôle et a été nommé pour le Filmfare Award du meilleur acteur dans un second rôle et le IIFA Award du meilleur acteur dans un second rôle pour la comédie noire Ishqiya. Il est apparu aux côtés de Naseeruddin Shah et Vidya Balan. Il a produit et joué dans Hum Tum Aur Ghost. Le film a reçu des critiques négatives et a eu de mauvais résultats financiers,,. Il a de nouveau collaboré avec Rohit Shetty pour la comédie Golmaal 3. Ce fut un succès commercial. Raja Sen a estimé que « Warsi [était] en train de tuer toute la crédibilité de rue qu'il avait construite avec des rôles de bhai-sidekick en en faisant trop. »  Ses sorties de 2011 incluent les comédies FALTU et Double Dhamaal, qui ont toutes deux été des succès au-dessus de la moyenne. Le premier a été réalisé par Remo D'Souza et a été inspiré par le film comique américain de 2006 Accepted, réalisé par Steve Pink. Preeti Arora a qualifié cette dernière d'« énorme déception ».
Son seul rôle au cinéma en 2012 était une apparition dans Ajab Gazabb Love . CNN-IBN a écrit que Warsi était « bon et efficace ». Sa première sortie en 2013 fut le thriller d'action Zila Ghaziabad dans lequel il jouait le rôle d'un gangster. Charu Thakur a critiqué le film mais a salué la performance de Warsi. Il a joué un avocat dans Jolly LLB, réalisé par Subhash Kapoor, son premier succès solo. Raja Sen a écrit qu'il était « sérieux jusqu'à la faute ». Il a reçu le prix BIG Star Entertainment de l'acteur le plus divertissant dans un film comique (homme) et le prix IIFA de la meilleure performance dans un rôle comique et le prix Apsara Film Producers Guild de la meilleure performance dans un rôle comique pour sa performance dans la comédie dramatique,,. Le film a remporté le National Film Award du meilleur long métrage en hindi . Warsi a joué un rôle important dans la comédie sexuelle réalisée par Amrit Sagar Chopra, Rabba Main Kya Karoon (2013). Il a joué le rôle du détective titulaire dans la comédie de Samir Tewari, Mr Joe B. Carvalho, aux côtés de Soha Ali Khan. Éreinté par les critiques, le film n'a pas eu de bons résultats au box-office. Il a joué dans Dedh Ishqiya (2014) d'Abhishek Chaubey. Il a subi une blessure à la tête lors du tournage d'une scène d'action du film comique de Manish Jha, La Légende de Michael Mishra. La comédie d' Ashish R Mohan, Welcome to Karachi (2015), mettait en vedette Warsi aux côtés de Jackky Bhagnani et Lauren Gottlieb . Rohit Vats et Shubha Shetty-Saha ont salué le jeu d'acteur et le sens comique de Warsi,. Le prochain superhit de Warsi était Golmaal Again en 2017, dans lequel il a repris le rôle de Madhav des précédents films de Golmaal, aux côtés d' Ajay Devgn, Tabu, Parineeti Chopra, Shreyas Talpade, Kunal Khemu et Tusshar Kapoor . Il est devenu l'un des films les plus rentables de l'année et a été un blockbuster au box-office. Après Golmaal Again, il a joué dans Bhaiyyaji Superhitt, Fraud Saiyaan, Total Dhamaal, Pagalpanti tandis que le film Zamaanat, un drame judiciaire réalisé par S Ramanathan, est toujours inédit. La dernière sortie d'Arshad Warsi date de mars 2022, avec Akshay Kumar et Kriti Sanon, « Bachchan Pandey ».

## Carrière à la télévision
Warsi était le co-hôte du programme de danse Razzmatazz (2001) sur Zee TV. Il a écrasé devant Karisma Kapoor dans la série télévisée Karishma – Les Miracles du Destin de 2003 à 2004. Il a été publié au Sahara Un. Il a accueilli un célèbre programme de prix Sabse Preferred Kaun (2004) pour STAR Gold. Il a accueilli Bigg Boss 1 (2006), la version indienne de la série télévisée de réalité Big Brother qui a été diffusée sur Sony Entertainment. Warsi a remporté le Prix de l'Académie indienne de télévision pour la meilleure ancre — Quiz jeu/concours pour cela. Il a également fait un petit cameo dans le programme de télévision de Disney Channel Ishaan: Sapno Ko Awaaz De (2010).

## Vie personnelle

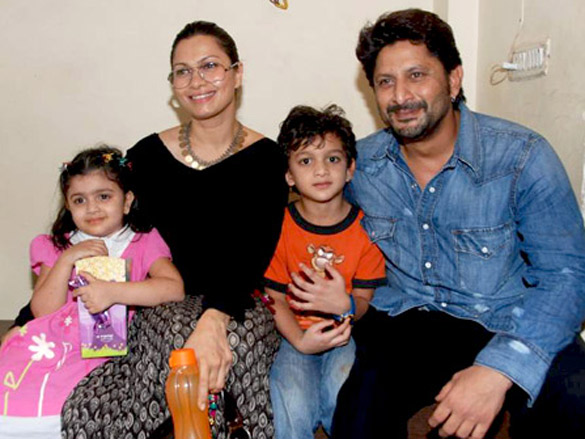
Warsi avec sa femme Maria Goretti et ses enfants en 2005

Arshad Warsi a épousé Maria Goretti le 15 février 1996. Ils ont deux enfants, un fils nommé Zeke Warsi, né en 2005 et une fille Zene Zoe Warsi, née en 2007. Zeke a également fait une apparition spéciale dans Salaam Namaste . Durant ses années d'école, Warsi était un gymnaste de niveau national. En mars 2023, Arshad Warsi a été accusé par le régulateur indien des valeurs mobilières, la SEBI, d'avoir participé à une escroquerie boursière. Il n'a cependant pas gagné d'argent dans le processus.

## Filmographie
| Année | Titre                           | Rôle                           | Remarques                                                                      | Ref(s)  |
| ----- | ------------------------------- | ------------------------------ | ------------------------------------------------------------------------------ | ------- |
| 1993  | Roop Ki Rani Choron Ka Raja     | —                              | Chorégraphe de la chanson "Roop Ki Rani Choron Ka Raja"                        | [ 70 ]  |
| 1996  | Tere Mere Sapne                 | Balu                           |                                                                                | [ 71 ]  |
| 1997  | Betaabi                         | Vicky/Chetan                   |                                                                                | [ 72 ]  |
| 1998  | Mere Do Anmol Ratan             | Narinder (Naren)               |                                                                                | [ 73 ]  |
| 1998  | Hero Hindustani                 | Romi                           | Crédité comme Arshad Warsi Khan                                                | [ 74 ]  |
| 1999  | Hogi Pyaar Ki Jeet              | Kishan                         |                                                                                | [ 75 ]  |
| 1999  | Trishakti                       | Sagar Malhotra                 |                                                                                | [ 76 ]  |
| 2000  | Ghaath                          | Diwakar                        | Apparence spéciale                                                             | ,       |
| 2001  | Mujhe Meri Biwi Se Bachaao      | Rocky                          |                                                                                | [ 79 ]  |
| 2002  | Jaani Dushman: Ek Anokhi Kahani | Abdul                          |                                                                                | [ 80 ]  |
| 2003  | Waisa Bhi Hota Hai Part II      | Puneet Syal                    |                                                                                | [ 81 ]  |
| 2003  | Munna Bhai M.B.B.S.             | Circuit                        |                                                                                | [ 82 ]  |
| 2004  | Hulchul                         | Lucky                          |                                                                                | [ 82 ]  |
| 2005  | Kuchh Meetha Ho Jaye            | Manager S.R. Khan              |                                                                                | [ 83 ]  |
| 2005  | Maine Pyaar Kyun Kiya?          | Vicky                          |                                                                                | [ 84 ]  |
| 2005  | Sehar                           | SSP Ajay Kumar                 |                                                                                | [ 85 ]  |
| 2005  | Salaam Namaste                  | Ranjan Mathur                  |                                                                                | [ 86 ]  |
| 2005  | Chocolate                       | Tubby                          |                                                                                | [ 87 ]  |
| 2005  | Vaah! Life Ho Toh Aisi!         | Fakira B.P.C.M.                | Apparence spéciale                                                             | [ 88 ]  |
| 2006  | Golmaal                         | Madhav Singh Ghai              |                                                                                | [ 89 ]  |
| 2006  | Anthony Kaun Hai?               | Champak 'Champ' Chaudhari      |                                                                                | [ 90 ]  |
| 2006  | Lage Raho Munna Bhai            | Circuit                        |                                                                                | [ 91 ]  |
| 2006  | Kabul Express                   | Jai                            |                                                                                | [ 92 ]  |
| 2007  | Dhamaal                         | Aditya 'Adi' Shrivastava       |                                                                                | [ 93 ]  |
| 2007  | Dhan Dhana Dhan Goal            | Shaan                          |                                                                                | [ 94 ]  |
| 2008  | Halla Bol                       | Se                             | Apparence spéciale                                                             | [ 95 ]  |
| 2008  | Sunday                          | Ballu                          |                                                                                | [ 96 ]  |
| 2008  | Krazzy 4                        | Raja                           |                                                                                | [ 97 ]  |
| 2008  | Mr. Black Mr. White             | Kishen                         |                                                                                | [ 98 ]  |
| 2008  | Golmaal Returns                 | ACP Madhav                     |                                                                                | [ 99 ]  |
| 2009  | Kisse Pyaar Karoon              | Siddharth                      |                                                                                | [ 100 ] |
| 2009  | Ek Se Bure Do                   | Toti                           |                                                                                | [ 101 ] |
| 2009  | Shortkut                        | Raju                           |                                                                                | [ 102 ] |
| 2010  | Ishqiya                         | Razzak Hussain/Babban          |                                                                                | [ 103 ] |
| 2010  | Hum Tum Aur Ghost               | Armaan Suri                    | Également crédité pour la production, l'histoire, le scénario et les dialogues | ,       |
| 2010  | Golmaal 3                       | Madhav                         |                                                                                | [ 106 ] |
| 2011  | F.A.L.T.U                       | Google                         |                                                                                | [ 107 ] |
| 2011  | Double Dhamaal                  | Adi                            |                                                                                | [ 108 ] |
| 2011  | Love Breakups Zindagi           | —                              | Apparence spéciale                                                             | [ 109 ] |
| 2012  | Ajab Gazabb Love                | Businessman                    | Apparence spéciale                                                             | [ 110 ] |
| 2013  | Zila Ghaziabad                  | Mahender Fauji Bainsla Gujjar  |                                                                                | [ 111 ] |
| 2013  | Jolly LLB                       | Advocate Jagdish "Jolly" Tyagi |                                                                                | [ 112 ] |
| 2013  | Rabba Main Kya Karoon           | Shravan                        |                                                                                | [ 113 ] |
| 2014  | Mr Joe B. Carvalho              | Joe B. Carvalho                |                                                                                | [ 114 ] |
| 2014  | Dedh Ishqiya                    | Babban                         |                                                                                | [ 115 ] |
| 2015  | Welcome 2 Karachi               | Shammi Thakur                  |                                                                                | [ 116 ] |
| 2015  | Guddu Rangeela                  | Rangeela                       |                                                                                | [ 117 ] |
| 2016  | The Legend of Michael Mishra    | Michael Mishra                 |                                                                                | [ 118 ] |
| 2017  | Irada                           | Arjun Mishra                   |                                                                                | [ 119 ] |
| 2017  | Golmaal Again                   | Madhav                         |                                                                                | [ 120 ] |
| 2018  | Bhaiaji Superhit                | Goldie Kapoor                  |                                                                                | [ 121 ] |
| 2019  | Fraud Saiyaan                   | Bhola Prasad Tripathi          |                                                                                | [ 122 ] |
| 2019  | Total Dhamaal                   | Adi                            |                                                                                | [ 123 ] |
| 2019  | Pagalpanti                      | Junky                          |                                                                                | [ 124 ] |
| 2020  | Durgamati                       | Ishwar Prasad                  |                                                                                | [ 125 ] |
| 2022  | Bachchhan Paandey               | Vishu Kant Mhatre              |                                                                                | ,       |
| 2024  | Bandaa Singh Chaudhary          | Bandaa Singh Chaudhary         |                                                                                | [ 128 ] |
| 2024  | Welcome To The Jungle           |                                | Filming                                                                        | [ 129 ] |
| 2025  | Jolly LLB 3                     | Advocate Jagdish "Jolly" Tyagi | Filming                                                                        | [ 130 ] |